# Cirrhilabrus melanomarginatus
 Cirrhilabrus melanomarginatus és una espècie de peix de la família dels làbrids i de l'ordre dels perciformes.

## Morfologia
Els mascles poden assolir els 13 cm de longitud total.

## Distribució geogràfica
Es troba al sud de Taiwan, Luzón (Filipines) i el Mar de la Xina Meridional.